# Anschlagsversuch auf Gendarmen in Paris am 19. Juni 2017
Auf der Pariser Champs-Elysées kam es am Mittag des 19. Juni 2017 zu einem Anschlagsversuch auf Polizisten.
Der Täter rammte mit seinem Auto absichtlich ein Polizeifahrzeug, sein Auto detonierte und der Fahrer starb. Die Ermittler gehen von einem islamistisch motivierten Terroranschlag aus. Neben dem Täter wurde niemand verletzt.

## Angriff
Der Angreifer fuhr am Mittag des 19. Juni 2017 mit seinem Auto die Champs-Élysées entlang und rammte einen Kleinbus der Gendarmerie. Sein Auto detonierte danach und ging in Flammen auf. Der Angreifer starb vor Ort in seinem Auto. Niemand weiteres wurde verletzt.
Der Wagen des Angreifers war mit mehreren Gasflaschen und Sprengstoff beladen. Ein AK74 Sturmgewehr und mehrere Handfeuerwaffen befanden sich ebenfalls im Wagen.

## Täter
Der Täter (Jahrgang 1986) war nicht vorbestraft. Seit 2015 war er in einer Gefährderdatei (Fiche S, S für Sûreté de l’État, deutsch „Staatssicherheit“) für mutmaßlich radikalisierten Islamisten. In dem Jahr war er mehrfach in die Türkei gereist. Das Land mit der Grenze zu Syrien nutzen viele Dschihadisten für den Transit.
Der Angreifer war Sportschütze und hatte einen Waffenschein. Bei der späteren Durchsuchung seines Hauses in Plessis-Pâté bei Paris wurde ein Waffenarsenal gefunden. Der Mann besaß nach Ermittlerangaben neun den Behörden gemeldete Waffen: zwei Pistolen und ein Gewehr, für das er eine Behördenerlaubnis benötigte, sowie sechs weitere Waffen, die er den Behörden lediglich melden musste. Unklar ist, wie viele er tatsächlich besaß.
Ende 2016 hatte der Täter eine Verlängerung seines Waffenscheins beantragte. Die Polizei bat daraufhin den Inlandsgeheimdienst (DST) um eine Einschätzung. Dieser kam zu dem Schluss, dass es nicht gerechtfertigt sei, die Erlaubnis zu entziehen.

## Ermittlungen
Kurz nach der Tat wurden vier Verwandte des Angreifers festgenommen.